# Libri di Guerre stellari
La serie di film di Guerre stellari, ideata da George Lucas, ha dato vita a una ricca produzione di libri e romanzi. Essi abbracciano un vasto intervallo narrativo, che copre sia eventi trattati negli stessi film sia periodi remoti e futuri della cronologia fittizia della saga. 
I romanzi sono stati pubblicati da Bantam Spectra, Del Rey Books, Scholastic e in misura minore da altri editori. Alcuni titoli sono stati tradotti in italiano; le primissime pubblicazioni sono della Arnoldo Mondadori Editore, poi dagli anni '90 sono stati pubblicati dalla Sperling & Kupfer e dagli anni 2000 con i nuovi film anche da Fratelli Fabbri Editori e Edizioni Piemme e recentemente anche da Multiplayer Edizioni.
I romanzi hanno fatto parte dell'Universo espanso di Guerre stellari. Dopo l'acquisizione della Lucasfilm da parte della The Walt Disney Company e la rinomina dell'Universo espanso nel nuovo marchio Star Wars Legends, tutto il materiale cartaceo prodotto fino ad allora è stato escluso dalla continuity della saga. Tutti i romanzi pubblicati da settembre 2014 fanno parte del nuovo canone.

## Storia editoriale
Già prima dell'uscita cinematografica di Guerre stellari, George Lucas pensò di pubblicare un adattamento del film che potesse in qualche modo aumentarne l'aspettativa tra il pubblico. A redigere il romanzo venne chiamato Alan Dean Foster, il quale lavorò come ghostwriter sulla base della sceneggiatura di Lucas; per questo motivo l'opera, intitolata Star Wars: From the Adventures of Luke Skywalker e pubblicata nel novembre 1976 da Ballantine Books, si discosta in più punti dalla pellicola finale. Convinto inoltre dell'idea di sviluppare Guerre stellari in un serial cinematografico, Lucas incaricò Foster di scrivere un seguito alla storia, che si sarebbe potuto adattare rapidamente in una sceneggiatura per un film a basso costo. Quando però Guerre stellari si rivelò un enorme successo, Lucas accantonò i progetti per il sequel a basso costo, preferendo concentrarsi sul più ambizioso L'Impero colpisce ancora; la storia di Foster venne pubblicata come romanzo col titolo La gemma di Kaiburr (1978), andando a costituire una delle prime opere originali dell'Universo espanso. Nei primi anni le uscite di romanzi furono piuttosto rarefatte e le storie, seppur energiche, avventurose e forse più vicine allo spirito originario della serie, apparivano iniziative isolate e a volte in contraddizione sia tra loro, sia con le trame degli altri media della serie, anche per via della scarsa conoscenza degli autori sugli sviluppi futuri della saga. Sempre per conto di Ballantine Books uscirono tra il 1979 e il 1983 gli adattamenti dei rimanenti due film della trilogia originale e due trilogie dedicate alle avventure di Ian Solo e Lando Calrissian, che narravano eventi antecedenti a quelli del primo film.
Nella seconda metà degli ottanta Lucas aveva momentaneamente accantonato l'idea di realizzare nuovi film. Le aziende licenziatarie di merchandise e opere correlate, come giocattoli, fumetti o serie animate, smisero di commercializzare prodotti tie-in, con l'esclusione della West End Games, editore del gioco di ruolo, e tutto faceva pensare che il franchise, ormai fortemente ridimensionato, stesse avviandosi alla sua naturale conclusione. 
Nel 1990 Bantam Books acquisì i diritti di pubblicazione dei romanzi di Guerre stellari e la Lucasfilm propose loro di realizzare la versione a romanzo di una storia a fumetti che era in lavorazione (che diverrà poi Dark Empire). L'editore tuttavia preferì realizzare una storia autonoma (seppur ambientata nello stesso periodo) e mise in cantiere la trilogia di Thrawn scritta da Timothy Zahn, che fu una delle prime opere, insieme al succitato fumetto, ad esplorare gli eventi successivi a Il ritorno dello Jedi. Visto il grande successo della trilogia, la Bantam diede il via a una ricca produzione di romanzi che durò per tutti gli anni novanta. Focalizzandosi sull'arco temporale intercorrente e successivo ai film della trilogia originale, la casa editrice fece in modo di coordinare le iniziative editoriali dei vari autori, dando all'Universo espanso una trattazione quanto più possibile coesa e interconnessa. Videro la luce in questi anni la trilogia dell'Accademia Jedi (1994), L'ombra dell'Impero (1996), X-wing (1996-1999), La crisi della flotta nera (1996), La mano di Thrawn (1997-1998) e le serie per ragazzi Jedi Prince (1992-1993) e La galassia del terrore (1997-1998). Parallelamente Berkley Books pubblicò le serie per ragazzi Junior Jedi Knights (1995-1997) e Giovani cavalieri Jedi (1995-1998).
Nel 1999, in occasione di un rilancio in grande stile del franchise con l'uscita del primo film della trilogia prequel, le licenze dei romanzi tornarono alla Ballantine Books. Il nuovo editore fece tesoro dell'esperienza della Bantam, mantenendo un attento controllo creativo per assicurarsi che tutti i prodotti rispettassero la continuity della saga. Grazie a un'attenta pianificazione poterono svilupparsi ad esempio le lunghe e complesse serie pluriaturali The New Jedi Order (1999-2003), Legacy of the Force (2006-2008), Fate of the Jedi (2009-2012) e The Old Republic (2010-2012), che trattavano in modo coordinato interi periodi della storia della galassia ma che proprio per la loro natura risultavano a tratti prive di originalità e di apporti autoriali creativi. Con l'uscita della trilogia prequel, Lucas diede il via libera agli autori dell'Universo espanso a trattare anche questo periodo della storia della galassia. Videro quindi la luce gli adattamenti dei tre film e diverse serie e romanzi a sé stanti ambientati nel periodo della crisi separatista e delle guerre dei cloni. Sempre dal 1999 la Scholastic iniziò a pubblicare nuove serie di romanzi per ragazzi, tra cui Apprendista Jedi (1999-2002), Jedi Quest (2001-2004) e The Last of the Jedi (2005-2008).
Dopo l'acquisizione della Lucasfilm da parte della Walt Disney Company nel 2014, venne annunciato che l'Universo espanso non avrebbe avuto ulteriori aggiunte e che tutti i romanzi precedentemente pubblicati come parte di esso sarebbero stati commercializzati sotto un nuovo marchio, Star Wars Legends, venendo quindi esclusi dalla continuity della saga. I romanzi pubblicati da settembre 2014, con l'uscita di Una nuova alba, fanno invece parte del nuovo canone, sono editi dalla Penguin Random House e dalla Disney Publishing Worldwide e sono coordinati dal Lucasfilm Story Group, un team creativo che si occupa di definire la continuity per tutti i prodotti del franchise onde evitare incongruenze e gestire meglio i collegamenti tra le opere.

### Edizioni italiane
Alla pubblicazione dei romanzi di Guerre stellari in italiano si sono succeduti diversi editori. Il primo di questi fu la Mondadori, che tra il 1977 e il 1983 pubblicò gli adattamenti dei tre film della trilogia originale, La gemma di Kaiburr e Han Solo, guerriero stellare. Negli anni novanta i diritti vennero acquistati dalla Sperling & Kupfer, che tra il 1993 e il 2005 pubblicò la trilogia di Thrawn, la trilogia dell'Accademia Jedi, L'ombra dell'Impero, la trilogia La crisi della flotta nera, i primi tre capitoli della serie Giovani cavalieri Jedi, i primi due libri della serie La galassia del terrore, gli adattamenti per adulti e per ragazzi dei film della trilogia originale e gli adattamenti dei film della trilogia prequel, oltre a qualche romanzo autonomo. Gli adattamenti per ragazzi de La minaccia fantasma, L'attacco dei cloni e La vendetta dei Sith vennero editi invece da Fratelli Fabbri Editori rispettivamente nel 1999, 2002 e 2005. La stessa casa editrice pubblicò le edizioni italiane dei primi quattro romanzi della serie Apprendista Jedi tra il 2000 e il 2002.
Tra il 2008 e il 2010 Edizioni Piemme pubblicò quattro dei cinque romanzi tie-in della serie Star Wars: The Clone Wars, ovvero The Clone Wars, La trappola dei Sith, Le vie della Forza e Assalto al pianeta verde. Dal 2010 è Multiplayer Edizioni a pubblicare diverse opere inedite in italiano, tra cui i due volumi de Il potere della Forza, la serie The Old Republic, la trilogia di Darth Bane, la duologia La mano di Thrawn e la serie Republic Commando. Col passaggio al nuovo canone, la casa editrice ha pubblicato anche i primi romanzi canonici, tra cui Lost Stars, Una nuova alba, L'apprendista del Lato Oscuro e la trilogia Aftermath. Dal 2018 al 2020 è stata affiancata inoltre dalla Mondadori, che nella collana Oscar Fantastica ha pubblicato gli adattamenti dei film Rogue One, Gli ultimi Jedi e Solo e la serie Thrawn. Nel 2021 la licenza per la pubblicazione è stata acquistata da Panini Comics, che detiene anche i diritti per l'edizione italiana dei fumetti.

## Libri canonici
Legenda:

A = romanzo per adulti

R = romanzo per ragazzi

C = antologia di racconti
| Titolo                                                                                       | Anno | Autore                        | Editore                | Tipo | Annotazioni                                 | Cronologia interna    |
| -------------------------------------------------------------------------------------------- | ---- | ----------------------------- | ---------------------- | ---- | ------------------------------------------- | --------------------- |
| Una nuova alba (A New Dawn)                                                                  | 2014 | John Jackson Miller           | Del Rey Books          | A    |                                             | 11 BBY                |
| Servants of the Empire: Edge of the Galaxy                                                   | 2014 | Jason Fry                     | Disney-Lucasfilm Press | R    | serie Servants of the Empire                | 6-5 BBY               |
| Star Wars Rebels: The Rebellion Begins                                                       | 2014 | Michael Kogge                 | Disney-Lucasfilm Press | R    |                                             | 5 BBY                 |
| Tarkin                                                                                       | 2014 | James Luceno                  | Del Rey Books          | A    |                                             | 14 BBY                |
| Servants of the Empire: Rebel in the Ranks                                                   | 2015 | Jason Fry                     | Disney-Lucasfilm Press | R    | serie Servants of the Empire                | 5 BBY                 |
| L'erede dei Jedi (Heir to the Jedi)                                                          | 2015 | Kevin Hearne                  | Del Rey Books          | A    |                                             | 0 ABY                 |
| I signori dei Sith (Lords of the Sith)                                                       | 2015 | Paul S. Kemp                  | Del Rey Books          | A    |                                             | 14 BBY                |
| L'apprendista del Lato Oscuro (Dark Disciple)                                                | 2015 | Christie Golden               | Del Rey Books          | A    | progetto multimediale The Clone Wars Legacy | 19 BBY                |
| Servants of the Empire: Imperial Justice                                                     | 2015 | Jason Fry                     | Disney-Lucasfilm Press | R    | serie Servants of the Empire                | 4 BBY                 |
| Aftermath                                                                                    | 2015 | Chuck Wendig                  | Del Rey Books          | A    | trilogia Aftermath                          | 4 ABY                 |
| Lost Stars                                                                                   | 2015 | Claudia Gray                  | Disney-Lucasfilm Press | R    |                                             | 11 BBY-5 ABY          |
| Smuggler's Run: A Han Solo & Chewbacca Adventure                                             | 2015 | Greg Rucka                    | Disney-Lucasfilm Press | R    |                                             | 0 ABY                 |
| The Weapon of a Jedi: A Luke Skywalker Adventure                                             | 2015 | Jason Fry                     | Disney-Lucasfilm Press | R    |                                             | 0 ABY                 |
| Moving Target: A Princess Leia Adventure                                                     | 2015 | Cecil Castellucci e Jason Fry | Disney-Lucasfilm Press | R    |                                             | 0 ABY                 |
| A New Hope: The Princess, the Scoundrel, and the Farm Boy                                    | 2015 | Alexandra Bracken             | Disney-Lucasfilm Press | R    |                                             | 0 BBY                 |
| The Empire Strikes Back: So You Want to Be a Jedi?                                           | 2015 | Adam Gidwitz                  | Disney-Lucasfilm Press | R    |                                             | 3 ABY                 |
| Return of the Jedi: Beware the Power of the Dark Side!                                       | 2015 | Tom Angleberger               | Disney-Lucasfilm Press | R    |                                             | 4 ABY                 |
| Servants of the Empire: The Secret Academy                                                   | 2015 | Jason Fry                     | Disney-Lucasfilm Press | R    | serie Servants of the Empire                | 4 BBY                 |
| Battlefront: Compagnia Twilight (Battlefront: Twilight Company)                              | 2015 | Alexander Freed               | Del Rey Books          | A    |                                             | 6 BBY-3 ABY           |
| Before the Awakening                                                                         | 2015 | Greg Rucka                    | Disney-Lucasfilm Press | C, R |                                             | 31-34 ABY             |
| Star Wars: Il risveglio della Forza (Star Wars: The Force Awakens)                           | 2016 | Alan Dean Foster              | Del Rey Books          | A    |                                             | 34 ABY                |
| Star Wars: The Force Awakens: A Junior Novel                                                 | 2016 | Michael Kogge                 | Disney-Lucasfilm Press | R    |                                             | 34 ABY                |
| The Force Awakens: Rey's Story                                                               | 2016 | Elizabeth Schaefer            | Disney-Lucasfilm Press | R    |                                             | 34 ABY                |
| Bloodline                                                                                    | 2016 | Claudia Gray                  | Del Rey Books          | A    |                                             | 28 ABY                |
| Aftermath - Debito di vita (Aftermath: Life Debt)                                            | 2016 | Chuck Wendig                  | Del Rey Books          | A    | trilogia Aftermath                          | 5 ABY                 |
| The Force Awakens: Finn's Story                                                              | 2016 | Jesse J. Holland              | Disney-Lucasfilm Press | R    |                                             | 34 ABY                |
| Ahsoka                                                                                       | 2016 | E. K. Johnston                | Disney-Lucasfilm Press | R    |                                             | 18 BBY                |
| Catalyst: A Rogue One Story (Catalyst: A Rogue One Novel)                                    | 2016 | James Luceno                  | Del Rey Books          | A    |                                             | 21-17 BBY             |
| Rogue One: A Star Wars Story                                                                 | 2016 | Alexander Freed               | Del Rey Books          | A    |                                             | 0 BBY                 |
| Aftermath - La fine dell'Impero (Aftermath: Empire's End)                                    | 2017 | Chuck Wendig                  | Del Rey Books          | A    | trilogia Aftermath                          | 5 ABY                 |
| Join the Resistance                                                                          | 2017 | Ben Acker e Ben Blacker       | Disney-Lucasfilm Press | R    | serie Join the Resistance                   | 34 ABY                |
| Rogue One: A Junior Novel                                                                    | 2017 | Matt Forbeck                  | Disney-Lucasfilm Press | R    |                                             | 0 BBY                 |
| Thrawn                                                                                       | 2017 | Timothy Zahn                  | Del Rey Books          | A    | serie Thrawn                                | 13-2 BBY              |
| Rebel Rising                                                                                 | 2017 | Beth Revis                    | Disney-Lucasfilm Press | R    |                                             | 13-0 BBY              |
| Guardians of the Whills                                                                      | 2017 | Greg Rucka                    | Disney-Lucasfilm Press | R    |                                             | 0,5 BBY               |
| Battlefront II: Inferno Squad                                                                | 2017 | Christie Golden               | Del Rey Books          | A    |                                             | 0 ABY                 |
| Forces of Destiny: Daring Adventures: Volume 1                                               | 2017 | Emma Carlson Berne            | Disney-Lucasfilm Press | R    | serie Forces of Destiny                     | 19 BBY-34 ABY         |
| Leia: Principessa di Alderaan (Leia, Princess of Alderaan)                                   | 2017 | Claudia Gray                  | Disney-Lucasfilm Press | R    |                                             | 3 BBY                 |
| Phasma                                                                                       | 2017 | Delilah S. Dawson             | Del Rey Books          | A    |                                             | 28-34 ABY             |
| From a Certain Point of View                                                                 | 2017 | autori vari                   | Del Rey Books          | C    |                                             | ante 0 BBY-post 0 ABY |
| Forces of Destiny: Daring Adventures: Volume 2                                               | 2017 | Emma Carlson Berne            | Disney-Lucasfilm Press | R    | serie Forces of Destiny                     | 21 BBY-3 ABY          |
| Join the Resistance: Escape from Vodran                                                      | 2017 | Ben Acker e Ben Blacker       | Disney-Lucasfilm Press | R    | serie Join the Resistance                   | 34 ABY                |
| Le leggende di Luke Skywalker (The Legends of Luke Skywalker)                                | 2017 | Ken Liu                       | Disney-Lucasfilm Press | R    |                                             | 34 ABY                |
| Canto Bight                                                                                  | 2017 | autori vari                   | Del Rey Books          | C    |                                             | 34 ABY                |
| The Last Jedi: Cobalt Squadron                                                               | 2017 | Elizabeth Wein                | Disney-Lucasfilm Press | R    |                                             | 34 ABY                |
| Forces of Destiny: The Leia Chronicles                                                       | 2018 | Emma Carlson Berne            | Disney-Lucasfilm Press | R    | serie Forces of Destiny                     | 3 BBY-4 ABY           |
| Forces of Destiny: The Rey Chronicles                                                        | 2018 | Emma Carlson Berne            | Disney-Lucasfilm Press | R    | serie Forces of Destiny                     | 34 ABY                |
| Gli ultimi Jedi - Edizione ampliata (Star Wars: The Last Jedi: Expanded Edition)             | 2018 | Jason Fry                     | Del Rey Books          | A    |                                             | 34 ABY                |
| Star Wars: The Last Jedi: A Junior Novel                                                     | 2018 | Michael Kogge                 | Disney-Lucasfilm Press | R    |                                             | 34 ABY                |
| Last Shot                                                                                    | 2018 | Daniel José Older             | Del Rey Books          | A    |                                             | 7 BBY                 |
| Most Wanted                                                                                  | 2018 | Rae Carson                    | Disney-Lucasfilm Press | R    |                                             | 13 BBY                |
| The Mighty Chewbacca in the Forest of Fear!                                                  | 2018 | Tom Angleberger               | Disney-Lucasfilm Press | R    |                                             | 10-0 BBY              |
| Thrawn: Alliances                                                                            | 2018 | Timothy Zahn                  | Del Rey Books          | A    | serie Thrawn                                | 2 BBY                 |
| Join the Resistance: Attack on Starkiller Base                                               | 2018 | Ben Acker e Ben Blacker       | Disney-Lucasfilm Press | R    | serie Join the Resistance                   | 34 ABY                |
| Solo: A Star Wars Story - Edizione ampliata (Solo: A Star Wars Story: Expanded Edition)      | 2018 | Mur Lafferty                  | Del Rey Books          | A    |                                             | 13-10 BBY             |
| Solo: A Star Wars Story: A Junior Novel                                                      | 2018 | Joe Schreiber                 | Disney-Lucasfilm Press | R    |                                             | 13-10 BBY             |
| Lando's Luck                                                                                 | 2018 | Justina Ireland               | Disney-Lucasfilm Press | R    | serie Flight of the Falcon                  | ante 10 BBY           |
| Pirate's Price                                                                               | 2019 | Lou Anders                    | Disney-Lucasfilm Press | R    | serie Flight of the Falcon                  | 10-0 BBY              |
| Queen's Shadow                                                                               | 2019 | E. K. Johnston                | Disney-Lucasfilm Press | R    |                                             | 28 BBY                |
| Maestro e apprendista (Master and Apprentice)                                                | 2019 | Claudia Gray                  | Del Rey Books          | A    |                                             | 39 BBY                |
| Alphabet Squadron                                                                            | 2019 | Alexander Freed               | Del Rey Books          | A    | serie Alphabet Squadron                     | 4 ABY                 |
| Thrawn: Tradimento (Thrawn: Treason)                                                         | 2019 | Timothy Zahn                  | Del Rey Books          | A    | serie Thrawn                                | 1 BBY                 |
| Galaxy's Edge: A Crash of Fate                                                               | 2019 | Zoraida Córdova               | Disney-Lucasfilm Press | R    |                                             | 34 ABY                |
| Galaxy's Edge: Black Spire                                                                   | 2019 | Delilah S. Dawson             | Del Rey Books          | A    |                                             | 34 ABY                |
| Spark of the Resistance                                                                      | 2019 | Justina Ireland               | Disney-Lucasfilm Press | R    |                                             | 34 ABY                |
| Resistance Reborn                                                                            | 2019 | Rebecca Roanhorse             | Del Rey Books          | A    |                                             | 34 ABY                |
| Force Collector                                                                              | 2019 | Kevin Shinick                 | Disney-Lucasfilm Press | R    |                                             | 30 ABY                |
| Star Wars: The Rise of Skywalker: Expanded Edition                                           | 2020 | Rae Carson                    | Del Rey Books          | A    |                                             | 35 ABY                |
| Star Wars: The Rise of Skywalker: A Junior Novel                                             | 2020 | Michael Kogge                 | Disney-Lucasfilm Press | R    |                                             | 35 ABY                |
| Shadow Fall                                                                                  | 2020 | Alexander Freed               | Del Rey Books          | A    | serie Alphabet Squadron                     | 5 ABY                 |
| Thrawn - L'Ascendenza: Insorge il caos (Thrawn Ascendancy: Chaos Rising)                     | 2020 | Timothy Zahn                  | Del Rey Books          | A    | serie Thrawn - L'Ascendenza                 | 19 BBY                |
| From a Certain Point of View: The Empire Strikes Back                                        | 2020 | autori vari                   | Del Rey Books          | C    |                                             | 3 ABY                 |
| L'Alta Repubblica: La luce dei Jedi (The High Republic: Light of the Jedi)                   | 2021 | Charles Soule                 | Del Rey Books          | A    | serie L'Alta Repubblica                     | 232 BBY               |
| L'Alta Repubblica: Una prova di coraggio (The High Republic: A Test of Courage)              | 2021 | Justina Ireland               | Disney-Lucasfilm Press | R    | serie L'Alta Repubblica                     | 232 BBY               |
| L'Alta Repubblica: Nell'oscurità (The High Republic: Into the Dark)                          | 2021 | Claudia Gray                  | Disney-Lucasfilm Press | R    | serie L'Alta Repubblica                     | 232 BBY               |
| Victory's Price                                                                              | 2021 | Alexander Freed               | Del Rey Books          | A    | serie Alphabet Squadron                     | 5 ABY                 |
| Thrawn Ascendancy: Greater Good                                                              | 2021 | Timothy Zahn                  | Del Rey Books          | A    | serie Thrawn - L'Ascendenza                 | 19-18 BBY             |
| L'Alta Repubblica: Si alza la tempesta (The High Republic: The Rising Storm)                 | 2021 | Cavan Scott                   | Del Rey Books          | A    | serie L'Alta Repubblica                     | 232 BBY               |
| L'Alta Repubblica: Corsa alla Torre Crashpoint (The High Republic: Race to Crashpoint Tower) | 2021 | Daniel José Older             | Disney-Lucasfilm Press | R    | serie L'Alta Repubblica                     | 232 BBY               |
| L'Alta Repubblica: Fuori dalle ombre (The High Republic: Out of the Shadows)                 | 2021 | Justina Ireland               | Disney-Lucasfilm Press | R    | serie L'Alta Repubblica                     | 232 BBY               |

## Libri dell'Universo espanso
Legenda:

A = romanzo per adulti

R = romanzo per ragazzi

C = antologia di racconti

N = novella
| Titolo                                                                                      | Anno | Autore                                     | Editore                           | Tipo | Annotazioni                              | Cronologia interna |
| ------------------------------------------------------------------------------------------- | ---- | ------------------------------------------ | --------------------------------- | ---- | ---------------------------------------- | ------------------ |
| Guerre stellari (Star Wars: From the Adventures of Luke Skywalker)                          | 1976 | George Lucas e Alan Dean Foster            | Ballantine Books                  | A    |                                          | 0 BBY              |
| La gemma di Kaiburr (Splinter of the Mind's Eye)                                            | 1978 | Alan Dean Foster                           | Del Rey Books                     | A    |                                          | 2 ABY              |
| Han Solo, guerriero stellare (Han Solo at Stars' End)                                       | 1979 | Brian Daley                                | Del Rey Books                     | A    | trilogia The Han Solo Adventures         | 10 BBY             |
| Han Solo's Revenge                                                                          | 1979 | Brian Daley                                | Del Rey Books                     | A    | trilogia The Han Solo Adventures         | 10 BBY             |
| L'Impero colpisce ancora (The Empire Strikes Back)                                          | 1980 | Donald F. Glut                             | Del Rey Books                     | A    |                                          | 3 ABY              |
| Han Solo and the Lost Legacy                                                                | 1980 | Brian Daley                                | Del Rey Books                     | A    | trilogia The Han Solo Adventures         | 10 BBY             |
| Il ritorno dello Jedi (Return of the Jedi)                                                  | 1983 | James Kahn                                 | Del Rey Books                     | A    |                                          | 4 ABY              |
| Lando Calrissian and the Mindharp of Sharu                                                  | 1983 | L. Neil Smith                              | Del Rey Books                     | A    | trilogia The Lando Calrissian Adventures | 10 BBY             |
| Lando Calrissian and the Flamewind of Oseon                                                 | 1983 | L. Neil Smith                              | Del Rey Books                     | A    | trilogia The Lando Calrissian Adventures | 10 BBY             |
| Lando Calrissian and the Starcave of ThonBoka                                               | 1983 | L. Neil Smith                              | Del Rey Books                     | A    | trilogia The Lando Calrissian Adventures | 10 BBY             |
| L'erede dell'Impero (Heir to the Empire)                                                    | 1991 | Timothy Zahn                               | Bantam Spectra                    | A    | trilogia di Thrawn                       | 9 ABY              |
| Sfida alla Nuova Repubblica (Dark Force Rising)                                             | 1992 | Timothy Zahn                               | Bantam Spectra                    | A    | trilogia di Thrawn                       | 9 ABY              |
| The Glove of Darth Vader                                                                    | 1992 | Paul e Hollace Davids                      | Bantam Spectra                    | R    | serie Jedi Prince                        | 5 ABY              |
| The Lost City of the Jedi                                                                   | 1992 | Paul e Hollace Davids                      | Bantam Spectra                    | R    | serie Jedi Prince                        | 5 ABY              |
| Zorba the Hutt's Revenge                                                                    | 1992 | Paul e Hollace Davids                      | Bantam Spectra                    | R    | serie Jedi Prince                        | 5 ABY              |
| Mission from Mount Yoda                                                                     | 1993 | Paul e Hollace Davids                      | Bantam Spectra                    | R    | serie Jedi Prince                        | 5 ABY              |
| Queen of the Empire                                                                         | 1993 | Paul e Hollace Davids                      | Bantam Spectra                    | R    | serie Jedi Prince                        | 5 ABY              |
| Prophets of the Dark Side                                                                   | 1993 | Paul e Hollace Davids                      | Bantam Spectra                    | R    | serie Jedi Prince                        | 5 ABY              |
| L'ultima missione (The Last Command)                                                        | 1993 | Timothy Zahn                               | Bantam Spectra                    | A    | trilogia di Thrawn                       | 9 ABY              |
| La tregua di Bakura (The Truce at Bakura)                                                   | 1994 | Kathy Tyers                                | Bantam Spectra                    | A    |                                          | 4-5 ABY            |
| Sulle orme dei cavalieri Jedi (Jedi Search)                                                 | 1994 | Kevin J. Anderson                          | Bantam Spectra                    | A    | trilogia dell'Accademia Jedi             | 11 ABY             |
| Un amore per la Principessa (The Courtship of Princess Leia)                                | 1994 | Dave Wolverton                             | Bantam Spectra                    | A    |                                          | 7 ABY              |
| Il discepolo del lato oscuro (Dark Apprentice)                                              | 1994 | Kevin J. Anderson                          | Bantam Spectra                    | A    | trilogia dell'Accademia Jedi             | 11 ABY             |
| I campioni della Forza (Champions of the Force)                                             | 1994 | Kevin J. Anderson                          | Bantam Spectra                    | A    | trilogia dell'Accademia Jedi             | 11 ABY             |
| La stella di cristallo (The Crystal Star)                                                   | 1994 | Vonda N. McIntyre                          | Bantam Spectra                    | A    |                                          | 14 ABY             |
| Ambush at Corellia                                                                          | 1995 | Roger MacBride Allen                       | Bantam Spectra                    | A    | trilogia The Corellian Trilogy           | 18 ABY             |
| La stirpe dei cavalieri Jedi (Children of the Jedi)                                         | 1995 | Barbara Hambly                             | Bantam Spectra                    | A    |                                          | 12 ABY             |
| Guerre stellari (Classic Star Wars: A New Hope)                                             | 1995 | Larry Weinberg                             | Random House                      | R    |                                          | 0 BBY              |
| Guerre stellari: L'Impero colpisce ancora (Classic Star Wars: The Empire Strikes Back)      | 1995 | Larry Weinberg                             | Random House                      | R    |                                          | 3 ABY              |
| Guerre stellari: Il ritorno dello Jedi (Classic Star Wars: Return of the Jedi)              | 1995 | Elizabeth Levy                             | Random House                      | R    |                                          | 4 ABY              |
| Gli eredi della Forza (Young Jedi Knights: Heirs of the Force)                              | 1995 | Kevin J. Anderson e Rebecca Moesta         | Berkley Books                     | R    | serie Giovani cavalieri Jedi             | 23 ABY             |
| Assault at Selonia                                                                          | 1995 | Roger MacBride Allen                       | Bantam Spectra                    | A    | trilogia The Corellian Trilogy           | 18 ABY             |
| Tales from the Mos Eisley Cantina                                                           | 1995 | autori vari                                | Bantam Spectra                    | C    |                                          | 4 BBY-4 ABY        |
| L'accademia del lato oscuro (Young Jedi Knights: Shadow Academy)                            | 1995 | Kevin J. Anderson e Rebecca Moesta         | Berkley Books                     | R    | serie Giovani cavalieri Jedi             | 23 ABY             |
| Junior Jedi Knights: The Golden Globe                                                       | 1995 | Nancy Richardson                           | Berkley Books                     | R    | serie Junior Jedi Knights                | 22 ABY             |
| Showdown at Centerpoint                                                                     | 1995 | Roger MacBride Allen                       | Bantam Spectra                    | A    | trilogia The Corellian Trilogy           | 18 ABY             |
| L'arma segreta (Darksaber)                                                                  | 1995 | Kevin J. Anderson                          | Bantam Spectra                    | A    |                                          | 12 ABY             |
| Senza famiglia (Young Jedi Knights: The Lost Ones)                                          | 1995 | Kevin J. Anderson e Rebecca Moesta         | Berkley Books                     | R    | serie Giovani cavalieri Jedi             | 23 ABY             |
| X-Wing: Rogue Squadron                                                                      | 1996 | Michael A. Stackpole                       | Bantam Spectra                    | A    | serie X-wing                             | 6,5 ABY            |
| Junior Jedi Knights: Lyric's World                                                          | 1996 | Nancy Richardson                           | Berkley Books                     | R    | serie Junior Jedi Knights                | 22 ABY             |
| Tales from Jabba's Palace                                                                   | 1996 | autori vari                                | Bantam Spectra                    | C    |                                          | 0 BBY-4 ABY        |
| Prima della tempesta (Before the Storm)                                                     | 1996 | Michael P. Kube-McDowell                   | Bantam Spectra                    | A    | trilogia La crisi della flotta nera      | 16-17 ABY          |
| Young Jedi Knights: Lightsabers                                                             | 1996 | Kevin J. Anderson e Rebecca Moesta         | Berkley Books                     | R    | serie Giovani cavalieri Jedi             | 23 ABY             |
| Junior Jedi Knights: Promises                                                               | 1996 | Nancy Richardson                           | Berkley Books                     | R    | serie Junior Jedi Knights                | 22 ABY             |
| L'ombra dell'Impero (Shadows of the Empire)                                                 | 1996 | Steve Perry                                | Bantam Spectra                    | A    |                                          | 3-4 ABY            |
| X-Wing: Wedge's Gamble                                                                      | 1996 | Michael A. Stackpole                       | Bantam Spectra                    | A    | serie X-wing                             | 6,5 ABY            |
| Young Jedi Knights: Darkest Knight                                                          | 1996 | Kevin J. Anderson e Rebecca Moesta         | Berkley Books                     | R    | serie Giovani cavalieri Jedi             | 23 ABY             |
| Un nuovo nemico (Shield of Lies)                                                            | 1996 | Michael P. Kube-McDowell                   | Bantam Spectra                    | A    | trilogia La crisi della flotta nera      | 16-17 ABY          |
| Young Jedi Knights: Jedi Under Siege                                                        | 1996 | Kevin J. Anderson e Rebecca Moesta         | Berkley Books                     | R    | serie Giovani cavalieri Jedi             | 23 ABY             |
| X-Wing: The Krytos Trap                                                                     | 1996 | Michael A. Stackpole                       | Bantam Spectra                    | A    | serie X-wing                             | 7 ABY              |
| La resa dei conti (Tyrant's Test)                                                           | 1996 | Michael P. Kube-McDowell                   | Bantam Spectra                    | A    | trilogia La crisi della flotta nera      | 16-17 ABY          |
| The New Rebellion                                                                           | 1996 | Kristine Kathryn Rusch                     | Bantam Spectra                    | A    |                                          | 17 ABY             |
| Tales of the Bounty Hunters                                                                 | 1996 | autori vari                                | Bantam Spectra                    | C    |                                          | 15 BBY-19 ABY      |
| La galassia del terrore: mangiati vivi (Galaxy of Fear: Eaten Alive)                        | 1997 | John Whitman                               | Bantam Spectra                    | R    | serie La galassia del terrore            | 0 ABY              |
| Young Jedi Knights: Shards of Alderaan                                                      | 1997 | Kevin J. Anderson e Rebecca Moesta         | Berkley Books                     | R    | serie Giovani cavalieri Jedi             | 23-24 ABY          |
| La galassia del terrore: la città dei morti (Galaxy of Fear: City of the Dead)              | 1997 | John Whitman                               | Bantam Spectra                    | R    | serie La galassia del terrore            | 0 ABY              |
| Dark Forces: Soldier for the Empire                                                         | 1997 | William C. Dietz                           | Dark Horse Comics e Berkley Books | N    | serie Dark Forces                        | 1 BBY              |
| X-Wing: The Bacta War                                                                       | 1997 | Michael A. Stackpole                       | Bantam Spectra                    | A    | serie X-wing                             | 7 ABY              |
| Young Jedi Knights: Diversity Alliance                                                      | 1997 | Kevin J. Anderson e Rebecca Moesta         | Berkley Books                     | R    | serie Giovani cavalieri Jedi             | 24 ABY             |
| Galaxy of Fear: Planet Plague                                                               | 1997 | John Whitman                               | Bantam Spectra                    | R    | serie La galassia del terrore            | 0 ABY              |
| Junior Jedi Knights: Anakin's Quest                                                         | 1997 | Rebecca Moesta                             | Berkley Books                     | R    | serie Junior Jedi Knights                | 22 ABY             |
| La trappola (The Paradise Snare)                                                            | 1997 | Ann Carol Crispin                          | Bantam Spectra                    | A    | La trilogia di Han Solo                  | 10 BBY             |
| Galaxy of Fear: The Nightmare Machine                                                       | 1997 | John Whitman                               | Bantam Spectra                    | R    | serie La galassia del terrore            | 0 ABY              |
| Planet of Twilight                                                                          | 1997 | Barbara Hambly                             | Bantam Spectra                    | A    |                                          | 13 ABY             |
| Young Jedi Knights: Delusions of Grandeur                                                   | 1997 | Kevin J. Anderson e Rebecca Moesta         | Berkley Books                     | R    | serie Giovani cavalieri Jedi             | 24 ABY             |
| Junior Jedi Knights: Vader's Fortress                                                       | 1997 | Rebecca Moesta                             | Berkley Books                     | R    | serie Junior Jedi Knights                | 22 ABY             |
| Galaxy of Fear: Ghost of the Jedi                                                           | 1997 | John Whitman                               | Bantam Spectra                    | R    | serie La galassia del terrore            | 0 ABY              |
| Il complotto degli Hutt (The Hutt Gambit)                                                   | 1997 | Ann Carol Crispin                          | Bantam Spectra                    | A    | La trilogia di Han Solo                  | 5-4 BBY            |
| Junior Jedi Knights: Kenobi's Blade                                                         | 1997 | Rebecca Moesta                             | Berkley Books                     | R    | serie Junior Jedi Knights                | 22 ABY             |
| Galaxy of Fear: Army of Terror                                                              | 1997 | John Whitman                               | Bantam Spectra                    | R    | serie La galassia del terrore            | 0 ABY              |
| Young Jedi Knights: Jedi Bounty                                                             | 1997 | Kevin J. Anderson e Rebecca Moesta         | Berkley Books                     | R    | serie Giovani cavalieri Jedi             | 24 ABY             |
| Spettro del passato (Specter of the Past)                                                   | 1997 | Timothy Zahn                               | Bantam Spectra                    | A    | duologia La mano di Thrawn               | 19 ABY             |
| Tales from the Empire                                                                       | 1997 | autori vari                                | Bantam Spectra                    | C    |                                          | 5 BBY-10 ABY       |
| Galaxy of Fear: The Brain Spiders                                                           | 1997 | John Whitman                               | Bantam Spectra                    | R    | serie La galassia del terrore            | 0 ABY              |
| Young Jedi Knights: The Emperor's Plague                                                    | 1998 | Kevin J. Anderson e Rebecca Moesta         | Berkley Books                     | R    | serie Giovani cavalieri Jedi             | 24 ABY             |
| Galaxy of Fear: The Swarm                                                                   | 1998 | John Whitman                               | Bantam Spectra                    | R    | serie La galassia del terrore            | 0 ABY              |
| X-Wing: Wraith Squadron                                                                     | 1998 | Aaron Allston                              | Bantam Spectra                    | A    | serie X-wing                             | 7 ABY              |
| L'alba della ribellione (Rebel Dawn)                                                        | 1998 | Ann Carol Crispin                          | Bantam Spectra                    | A    | La trilogia di Han Solo                  | 2-0 BBY            |
| Galaxy of Fear: Spore                                                                       | 1998 | John Whitman                               | Bantam Spectra                    | R    | serie La galassia del terrore            | 0 ABY              |
| Dark Forces: Rebel Agent                                                                    | 1998 | William C. Dietz                           | Dark Horse Comics e Berkley Books | N    | serie Dark Forces                        | 5 ABY              |
| Young Jedi Knights: Return to Ord Mantell                                                   | 1998 | Kevin J. Anderson e Rebecca Moesta         | Berkley Books                     | R    | serie Giovani cavalieri Jedi             | 24 ABY             |
| Io, Jedi (I, Jedi)                                                                          | 1998 | Michael A. Stackpole                       | Bantam Spectra                    | A    |                                          | 11 ABY             |
| Galaxy of Fear: The Doomsday Ship                                                           | 1998 | John Whitman                               | Bantam Spectra                    | R    | serie La galassia del terrore            | 0 ABY              |
| The Mandalorian Armor                                                                       | 1998 | K. W. Jeter                                | Bantam Spectra                    | A    | trilogia The Bounty Hunter Wars          | 0-4 ABY            |
| Galaxy of Fear: Clones                                                                      | 1998 | John Whitman                               | Bantam Spectra                    | R    | serie La galassia del terrore            | 0 ABY              |
| X-Wing: Iron Fist                                                                           | 1998 | Aaron Allston                              | Bantam Spectra                    | A    | serie X-wing                             | 7 ABY              |
| Young Jedi Knights: Trouble on Cloud City                                                   | 1998 | Kevin J. Anderson e Rebecca Moesta         | Berkley Books                     | R    | serie Giovani cavalieri Jedi             | 24 ABY             |
| Visione del futuro (Vision of the Future)                                                   | 1998 | Timothy Zahn                               | Bantam Spectra                    | A    | duologia La mano di Thrawn               | 19 ABY             |
| Galaxy of Fear: The Hunger                                                                  | 1998 | John Whitman                               | Bantam Spectra                    | R    | serie La galassia del terrore            | 1 ABY              |
| Dark Forces: Jedi Knight                                                                    | 1998 | William C. Dietz                           | Dark Horse Comics e Berkley Books | N    | serie Dark Forces                        | 5 ABY              |
| Slave Ship                                                                                  | 1998 | K. W. Jeter                                | Bantam Spectra                    | A    | trilogia The Bounty Hunter Wars          | 0-4 ABY            |
| Young Jedi Knights: Crisis at Crystal Reef                                                  | 1998 | Kevin J. Anderson e Rebecca Moesta         | Berkley Books                     | R    | serie Giovani cavalieri Jedi             | 24 ABY             |
| X-Wing: Solo Command                                                                        | 1999 | Aaron Allston                              | Bantam Spectra                    | A    | serie X-wing                             | 7-8 ABY            |
| X-Wing: Isard's Revenge                                                                     | 1999 | Michael A. Stackpole                       | Bantam Spectra                    | A    | serie X-wing                             | 9 ABY              |
| Star Wars: Episodio I - La minaccia fantasma (Star Wars: Episode I The Phantom Menace)      | 1999 | Terry Brooks                               | Del Rey Books                     | A    |                                          | 32 BBY             |
| Star Wars: Episodio I - La minaccia fantasma (Star Wars Episode I: The Phantom Menace)      | 1999 | Patricia C. Wrede                          | Scholastic                        | R    |                                          | 32 BBY             |
| La Forza che cresce (Jedi Apprentice: The Rising Force)                                     | 1999 | Dave Wolverton                             | Scholastic                        | R    | serie Apprendista Jedi                   | 44 BBY             |
| Il rivale oscuro (Jedi Apprentice: The Dark Rival)                                          | 1999 | Jude Watson                                | Scholastic                        | R    | serie Apprendista Jedi                   | 44 BBY             |
| Hard Merchandise                                                                            | 1999 | K. W. Jeter                                | Bantam Spectra                    | R    | trilogia The Bounty Hunter Wars          | 0-4 ABY            |
| Il passato rubato (Jedi Apprentice: The Hidden Past)                                        | 1999 | Jude Watson                                | Scholastic                        | R    | serie Apprendista Jedi                   | 44 BBY             |
| X-Wing: Starfighters of Adumar                                                              | 1999 | Aaron Allston                              | Bantam Spectra                    | A    | serie X-wing                             | 13 ABY             |
| Il marchio della corona (Jedi Apprentice: The Mark of the Crown)                            | 1999 | Jude Watson                                | Scholastic                        | R    | serie Apprendista Jedi                   | 44 BBY             |
| The New Jedi Order: Vector Prime                                                            | 1999 | R. A. Salvatore                            | Del Rey Books                     | A    | serie The New Jedi Order                 | 25 ABY             |
| Tales from the New Republic                                                                 | 1999 | autori vari                                | Bantam Spectra                    | C    |                                          | 0 BBY-18 ABY       |
| Jedi Apprentice: The Defenders of the Dead                                                  | 1999 | Jude Watson                                | Scholastic                        | R    | serie Apprendista Jedi                   | 44 BBY             |
| Jedi Apprentice: The Uncertain Path                                                         | 2000 | Jude Watson                                | Scholastic                        | R    | serie Apprendista Jedi                   | 44 BBY             |
| The New Jedi Order: Dark Tide I: Onslaught                                                  | 2000 | Michael A. Stackpole                       | Del Rey Books                     | A    | serie The New Jedi Order                 | 25 ABY             |
| Jedi Apprentice: The Captive Temple                                                         | 2000 | Jude Watson                                | Scholastic                        | R    | serie Apprendista Jedi                   | 44 BBY             |
| Rogue Planet                                                                                | 2000 | Greg Bear                                  | Del Rey Books                     | A    |                                          | 29 BBY             |
| Jedi Apprentice: The Day of Reckoning                                                       | 2000 | Jude Watson                                | Scholastic                        | R    | serie Apprendista Jedi                   | 44 BBY             |
| The New Jedi Order: Dark Tide II: Ruin                                                      | 2000 | Michael A. Stackpole                       | Del Rey Books                     | A    | serie The New Jedi Order                 | 25 ABY             |
| The New Jedi Order: Agents of Chaos I: Hero's Trial                                         | 2000 | James Luceno                               | Del Rey Books                     | A    | serie The New Jedi Order                 | 25 ABY             |
| Jedi Apprentice: The Fight for Truth                                                        | 2000 | Jude Watson                                | Scholastic                        | R    | serie Apprendista Jedi                   | 44 BBY             |
| Jedi Apprentice: The Shattered Peace                                                        | 2000 | Jude Watson                                | Scholastic                        | R    | serie Apprendista Jedi                   | 44 BBY             |
| The New Jedi Order: Agents of Chaos II: Jedi Eclipse                                        | 2000 | James Luceno                               | Del Rey Books                     | A    | serie The New Jedi Order                 | 25 ABY             |
| The New Jedi Order: Balance Point                                                           | 2000 | Kathy Tyers                                | Del Rey Books                     | A    | serie The New Jedi Order                 | 26 ABY             |
| Jedi Apprentice: The Deadly Hunter                                                          | 2000 | Jude Watson                                | Scholastic                        | R    | serie Apprendista Jedi                   | 43 BBY             |
| Darth Maul: Shadow Hunter                                                                   | 2001 | Michael Reaves                             | Del Rey Books                     | A    |                                          | 32 BBY             |
| Jedi Apprentice: The Evil Experiment                                                        | 2001 | Jude Watson                                | Scholastic                        | R    | serie Apprendista Jedi                   | 43 BBY             |
| Jedi Apprentice: The Dangerous Rescue                                                       | 2001 | Jude Watson                                | Scholastic                        | R    | serie Apprendista Jedi                   | 43 BBY             |
| The New Jedi Order: Edge of Victory I: Conquest                                             | 2001 | Gregory Keyes                              | Del Rey Books                     | A    | serie The New Jedi Order                 | 26 ABY             |
| Cloak of Deception                                                                          | 2001 | James Luceno                               | Del Rey Books                     | A    |                                          | 32 BBY             |
| Jedi Apprentice Special Edition: Deceptions                                                 | 2001 | Jude Watson                                | Scholastic                        | R    | serie Apprendista Jedi                   | 44-29 BBY          |
| The New Jedi Order: Edge of Victory II: Rebirth                                             | 2001 | Gregory Keyes                              | Del Rey Books                     | A    | serie The New Jedi Order                 | 26 ABY             |
| Jedi Apprentice: The Ties That Bind                                                         | 2001 | Jude Watson                                | Scholastic                        | R    | serie Apprendista Jedi                   | 41 BBY             |
| Jedi Quest: Path to Truth                                                                   | 2001 | Jude Watson                                | Scholastic                        | R    | serie Jedi Quest                         | 28 BBY             |
| Jedi Apprentice: The Death of Hope                                                          | 2001 | Jude Watson                                | Scholastic                        | R    | serie Apprendista Jedi                   | 41 BBY             |
| The New Jedi Order: Star by Star                                                            | 2001 | Troy Denning                               | Del Rey Books                     | A    | serie The New Jedi Order                 | 27 ABY             |
| Jedi Apprentice: The Call to Vengeance                                                      | 2001 | Jude Watson                                | Scholastic                        | R    | serie Apprendista Jedi                   | 41 BBY             |
| The New Jedi Order: Dark Journey                                                            | 2002 | Elaine Cunningham                          | Del Rey Books                     | A    | serie The New Jedi Order                 | 27 ABY             |
| The Approaching Storm                                                                       | 2002 | Alan Dean Foster                           | Del Rey Books                     | A    |                                          | 22 BBY             |
| Jedi Apprentice: The Only Witness                                                           | 2002 | Jude Watson                                | Scholastic                        | R    | serie Apprendista Jedi                   | 40 BBY             |
| The New Jedi Order: Enemy Lines I: Rebel Dream                                              | 2002 | Aaron Allston                              | Del Rey Books                     | A    | serie The New Jedi Order                 | 27 ABY             |
| Jedi Apprentice: The Threat Within                                                          | 2002 | Jude Watson                                | Scholastic                        | R    | serie Apprendista Jedi                   | 40 BBY             |
| Jedi Apprentice Special Edition: The Followers                                              | 2002 | Jude Watson                                | Scholastic                        | R    | serie Apprendista Jedi                   | 39-29 BBY          |
| Boba Fett: The Fight to Survive                                                             | 2002 | Terry Bisson                               | Scholastic                        | R    | serie Boba Fett                          | 22 BBY             |
| Star Wars: Episodio II - L'attacco dei cloni (Star Wars Episode II: Attack of the Clones)   | 2002 | R. A. Salvatore                            | Del Rey Books                     | A    |                                          | 22 BBY             |
| Star Wars: Episodio II - L'attacco dei cloni (Star Wars Episode II: Attack of the Clones)   | 2002 | Patricia C. Wrede                          | Scholastic                        | R    |                                          | 22 BBY             |
| Jedi Quest: The Way of the Apprentice                                                       | 2002 | Jude Watson                                | Scholastic                        | R    | serie Jedi Quest                         | 27 BBY             |
| Jedi Quest: The Trail of the Jedi                                                           | 2002 | Jude Watson                                | Scholastic                        | R    | serie Jedi Quest                         | 27 BBY             |
| The New Jedi Order: Enemy Lines II: Rebel Stand                                             | 2002 | Aaron Allston                              | Del Rey Books                     | A    | serie The New Jedi Order                 | 27 ABY             |
| The New Jedi Order: Traitor                                                                 | 2002 | Matthew Stover                             | Del Rey Books                     | A    | serie The New Jedi Order                 | 27 ABY             |
| Jedi Quest: The Dangerous Games                                                             | 2002 | Jude Watson                                | Scholastic                        | R    | serie Jedi Quest                         | 27 BBY             |
| The New Jedi Order: Destiny's Way                                                           | 2002 | Walter Jon Williams                        | Del Rey Books                     | A    | serie The New Jedi Order                 | 28 ABY             |
| Boba Fett: Crossfire                                                                        | 2002 | Terry Bisson                               | Scholastic                        | R    | serie Boba Fett                          | 22 BBY             |
| Jedi Quest: The Master of Disguise                                                          | 2002 | Jude Watson                                | Scholastic                        | R    | serie Jedi Quest                         | 25 BBY             |
| Jedi Quest: The School of Fear                                                              | 2003 | Jude Watson                                | Scholastic                        | R    | serie Jedi Quest                         | 25 BBY             |
| The New Jedi Order: Force Heretic I: Remnant                                                | 2003 | Sean Williams e Shane Dix                  | Del Rey Books                     | A    | serie The New Jedi Order                 | 28 ABY             |
| Tatooine Ghost                                                                              | 2003 | Troy Denning                               | Del Rey Books                     | A    |                                          | 8 ABY              |
| Boba Fett: Maze of Deception                                                                | 2003 | Elizabeth Hand                             | Scholastic                        | R    | serie Boba Fett                          | 22 BBY             |
| The New Jedi Order: Force Heretic II: Refugee                                               | 2003 | Sean Williams e Shane Dix                  | Del Rey Books                     | A    | serie The New Jedi Order                 | 28 ABY             |
| Jedi Quest: The Shadow Trap                                                                 | 2003 | Jude Watson                                | Scholastic                        | R    | serie Jedi Quest                         | 25 BBY             |
| Shatterpoint                                                                                | 2003 | Matthew Stover                             | Del Rey Books                     | A    |                                          | 22 BBY             |
| The New Jedi Order: Force Heretic III: Reunion                                              | 2003 | Sean Williams e Shane Dix                  | Del Rey Books                     | A    | serie The New Jedi Order                 | 28-29 ABY          |
| Legacy of the Jedi                                                                          | 2003 | Jude Watson                                | Scholastic                        | R    |                                          | 89-22 BBY          |
| The New Jedi Order: The Final Prophecy                                                      | 2003 | Gregory Keyes                              | Del Rey Books                     | A    | serie The New Jedi Order                 | 29 ABY             |
| Boba Fett: Hunted                                                                           | 2003 | Elizabeth Hand                             | Scholastic                        | R    | serie Boba Fett                          | 22 BBY             |
| Jedi Quest: The Moment of Truth                                                             | 2003 | Jude Watson                                | Scholastic                        | R    | serie Jedi Quest                         | 25 BBY             |
| The New Jedi Order: The Unifying Force                                                      | 2003 | James Luceno                               | Del Rey Books                     | A    | serie The New Jedi Order                 | 29 ABY             |
| Star Wars Galaxies: The Ruins of Dantooine                                                  | 2003 | Voronica Whitney-Robinson e Haden Blackman | Del Rey Books                     | A    |                                          | 1 ABY              |
| Survivor's Quest                                                                            | 2004 | Timothy Zahn                               | Del Rey Books                     | A    |                                          | 22 ABY             |
| Jedi Quest: The Changing of the Guard                                                       | 2004 | Jude Watson                                | Scholastic                        | R    | serie Jedi Quest                         | 24 BBY             |
| Boba Fett: A New Threat                                                                     | 2004 | Elizabeth Hand                             | Scholastic                        | R    | serie Boba Fett                          | 19 BBY             |
| The Cestus Deception                                                                        | 2004 | Steven Barnes                              | Del Rey Books                     | A    |                                          | 22 BBY             |
| MedStar I: Battle Surgeons                                                                  | 2004 | Michael Reaves e Steve Perry               | Del Rey Books                     | A    | duologia MedStar                         | 20 BBY             |
| Jedi Quest: The False Peace                                                                 | 2004 | Jude Watson                                | Scholastic                        | R    | serie Jedi Quest                         | 24 BBY             |
| MedStar II: Jedi Healer                                                                     | 2004 | Michael Reaves e Steve Perry               | Del Rey Books                     | A    | duologia MedStar                         | 20 BBY             |
| Republic Commando: Missione ad alto rischio (Republic Commando: Hard Contact)               | 2004 | Karen Traviss                              | Del Rey Books                     | A    | serie Republic Commando                  | 22 BBY             |
| Yoda: Dark Rendezvous                                                                       | 2004 | Sean Stewart                               | Del Rey Books                     | A    |                                          | 19 BBY             |
| Boba Fett: Pursuit                                                                          | 2004 | Elizabeth Hand                             | Scholastic                        | R    | serie Boba Fett                          | 19 BBY             |
| Labyrinth of Evil                                                                           | 2005 | James Luceno                               | Del Rey Books                     | A    |                                          | 19 BBY             |
| Secrets of the Jedi                                                                         | 2005 | Jude Watson                                | Scholastic                        | R    |                                          | 39-22 BBY          |
| The Last of the Jedi: The Desperate Mission                                                 | 2005 | Jude Watson                                | Scholastic                        | R    | serie The Last of the Jedi               | 18 BBY             |
| Star Wars: Episodio III - La vendetta dei Sith (Star Wars Episode III: Revenge of the Sith) | 2005 | Matthew Stover                             | Del Rey Books                     | A    |                                          | 19 BBY             |
| Star Wars: Episodio III - La vendetta dei Sith (Star Wars Episode III: Revenge of the Sith) | 2005 | Patricia C. Wrede                          | Scholastic                        | R    |                                          | 19 BBY             |
| Dark Nest I: The Joiner King                                                                | 2005 | Troy Denning                               | Del Rey Books                     | A    | trilogia Dark Nest                       | 35 ABY             |
| The Last of the Jedi: Dark Warning                                                          | 2005 | Jude Watson                                | Scholastic                        | R    | serie The Last of the Jedi               | 18 BBY             |
| Dark Nest II: The Unseen Queen                                                              | 2005 | Troy Denning                               | Del Rey Books                     | A    | trilogia Dark Nest                       | 36 ABY             |
| Dark Lord: The Rise of Darth Vader                                                          | 2005 | James Luceno                               | Del Rey Books                     | A    |                                          | 19-18 BBY          |
| The Last of the Jedi: Underworld                                                            | 2005 | Jude Watson                                | Scholastic                        | R    | serie The Last of the Jedi               | 18 BBY             |
| Dark Nest III: The Swarm War                                                                | 2005 | Troy Denning                               | Del Rey Books                     | A    | trilogia Dark Nest                       | 36 ABY             |
| Outbound Flight                                                                             | 2006 | Timothy Zahn                               | Del Rey Books                     | A    |                                          | 27 BBY             |
| Republic Commando: Triplo zero (Republic Commando: Triple Zero)                             | 2006 | Karen Traviss                              | Del Rey Books                     | A    | serie Republic Commando                  | 21 BBY             |
| The Last of the Jedi: Death on Naboo                                                        | 2006 | Jude Watson                                | Scholastic                        | R    | serie The Last of the Jedi               | 18 BBY             |
| Legacy of the Force: Betrayal                                                               | 2006 | Aaron Allston                              | Del Rey Books                     | A    | serie Legacy of the Force                | 40 ABY             |
| The Last of the Jedi: A Tangled Web                                                         | 2006 | Jude Watson                                | Scholastic                        | R    | serie The Last of the Jedi               | 18 BBY             |
| Legacy of the Force: Bloodlines                                                             | 2006 | Karen Traviss                              | Del Rey Books                     | A    | serie Legacy of the Force                | 40 ABY             |
| Darth Bane - Il sentiero della distruzione (Darth Bane: Path of Destruction)                | 2006 | Drew Karpyshyn                             | Del Rey Books                     | A    | trilogia di Darth Bane                   | 1.003–1.000 BBY    |
| Legacy of the Force: Tempest                                                                | 2006 | Troy Denning                               | Del Rey Books                     | A    | serie Legacy of the Force                | 40 ABY             |
| The Last of the Jedi: Return of the Dark Side                                               | 2006 | Jude Watson                                | Scholastic                        | R    | serie The Last of the Jedi               | 18 BBY             |
| Allegiance                                                                                  | 2007 | Timothy Zahn                               | Del Rey Books                     | A    |                                          | 0 ABY              |
| Legacy of the Force: Exile                                                                  | 2007 | Aaron Allston                              | Del Rey Books                     | A    | serie Legacy of the Force                | 40 ABY             |
| The Last of the Jedi: Secret Weapon                                                         | 2007 | Jude Watson                                | Scholastic                        | R    | serie The Last of the Jedi               | 18 BBY             |
| Legacy of the Force: Sacrifice                                                              | 2007 | Karen Traviss                              | Del Rey Books                     | A    | serie Legacy of the Force                | 40 ABY             |
| Legacy of the Force: Inferno                                                                | 2007 | Troy Denning                               | Del Rey Books                     | A    | serie Legacy of the Force                | 40 ABY             |
| The Last of the Jedi: Against the Empire                                                    | 2007 | Jude Watson                                | Scholastic                        | R    | serie The Last of the Jedi               | 18 BBY             |
| The Rise and Fall of Darth Vader                                                            | 2007 | Ryder Windham                              | Scholastic                        | R    |                                          | 38 BBY-4 ABY       |
| Death Star                                                                                  | 2007 | Michael Reaves e Steve Perry               | Del Rey Books                     | A    |                                          | 3-0 BBY            |
| Republic Commando: Identità (Republic Commando: True Colors)                                | 2007 | Karen Traviss                              | Del Rey Books                     | A    | serie Republic Commando                  | 21 BBY             |
| Legacy of the Force: Fury                                                                   | 2007 | Aaron Allston                              | Del Rey Books                     | A    | serie Legacy of the Force                | 40 ABY             |
| Darth Bane - La regola dei due (Darth Bane: Rule of Two)                                    | 2007 | Drew Karpyshyn                             | Del Rey Books                     | A    | trilogia di Darth Bane                   | 1.000–990 BBY      |
| The Last of the Jedi: Master of Deception                                                   | 2008 | Jude Watson                                | Scholastic                        | R    | serie The Last of the Jedi               | 18 BBY             |
| Legacy of the Force: Revelation                                                             | 2008 | Karen Traviss                              | Del Rey Books                     | A    | serie Legacy of the Force                | 41 ABY             |
| The Last of the Jedi: Reckoning                                                             | 2008 | Jude Watson                                | Scholastic                        | R    | serie The Last of the Jedi               | 18 BBY             |
| Legacy of the Force: Invincible                                                             | 2008 | Troy Denning                               | Del Rey Books                     | A    | serie Legacy of the Force                | 41 ABY             |
| Coruscant Nights I: Jedi Twilight                                                           | 2008 | Michael Reaves                             | Del Rey Books                     | A    | trilogia Coruscant Nights                | 18,8 BBY           |
| Star Wars: The Clone Wars                                                                   | 2008 | Karen Traviss                              | Del Rey Books                     | A    |                                          | 22 BBY             |
| Il potere della Forza (The Force Unleashed)                                                 | 2008 | Sean Williams                              | Del Rey Books                     | A    |                                          | 3-1 BBY            |
| Coruscant Nights II: Street of Shadows                                                      | 2008 | Michael Reaves                             | Del Rey Books                     | A    | trilogia Coruscant Nights                | 18,5 BBY           |
| The Life and Legend of Obi-Wan Kenobi                                                       | 2008 | Ryder Windham                              | Scholastic                        | R    |                                          | 44 BBY-9 ABY       |
| Republic Commando: Ordine 66 (Order 66: A Republic Commando Novel)                          | 2008 | Karen Traviss                              | Del Rey Books                     | A    | serie Republic Commando                  | 20-19 BBY          |
| Millennium Falcon                                                                           | 2008 | James Luceno                               | Del Rey Books                     | A    |                                          | 60 BBY-43 ABY      |
| Rebel Force: Target                                                                         | 2008 | Alex Wheeler                               | Scholastic                        | R    | serie Rebel Force                        | 0 ABY              |
| The Clone Wars: La trappola dei Sith (The Clone Wars: Wild Space)                           | 2008 | Karen Miller                               | Del Rey Books                     | A    | serie The Clone Wars                     | 22 BBY             |
| Luke Skywalker and the Shadows of Mindor                                                    | 2008 | Matthew Stover                             | Del Rey Books                     | A    |                                          | 5 ABY              |
| Rebel Force: Hostage                                                                        | 2009 | Alex Wheeler                               | Scholastic                        | R    | serie Rebel Force                        | 0 ABY              |
| Coruscant Nights III: Patterns of Force                                                     | 2009 | Michael Reaves                             | Del Rey Books                     | A    | trilogia Coruscant Nights                | 18,3 BBY           |
| Fate of the Jedi: Outcast                                                                   | 2009 | Aaron Allston                              | Del Rey Books                     | A    | serie Fate of the Jedi                   | 43 ABY             |
| Rebel Force: Renegade                                                                       | 2009 | Alex Wheeler                               | Scholastic                        | R    | serie Rebel Force                        | 0 ABY              |
| The Clone Wars: Le vie della Forza (The Clone Wars: No Prisoners)                           | 2009 | Karen Miller                               | Del Rey Books                     | A    | serie The Clone Wars                     | 22 BBY             |
| Fate of the Jedi: Omen                                                                      | 2009 | Christie Golden                            | Del Rey Books                     | A    | serie Fate of the Jedi                   | 43 ABY             |
| Fate of the Jedi: Abyss                                                                     | 2009 | Troy Denning                               | Del Rey Books                     | A    | serie Fate of the Jedi                   | 43 ABY             |
| Rebel Force: Firefight                                                                      | 2009 | Alex Wheeler                               | Scholastic                        | R    | serie Rebel Force                        | 0 ABY              |
| Contagio mortale (Death Troopers)                                                           | 2009 | Joe Schreiber                              | Del Rey Books                     | A    |                                          | 1 BBY              |
| Imperial Commando: 501st                                                                    | 2009 | Karen Traviss                              | Del Rey Books                     | A    |                                          | 19 BBY             |
| Darth Bane - La dinastia del male (Darth Bane: Dynasty of Evil)                             | 2009 | Drew Karpyshyn                             | Del Rey Books                     | A    | trilogia di Darth Bane                   | 980 BBY            |
| Rebel Force: Trapped                                                                        | 2010 | Alex Wheeler                               | Scholastic                        | R    | serie Rebel Force                        | 0 ABY              |
| Crosscurrent                                                                                | 2010 | Paul S. Kemp                               | Del Rey Books                     | A    |                                          | 41 ABY             |
| Clone Wars: Assalto al pianeta verde (Clone Wars Gambit: Stealth)                           | 2010 | Karen Miller                               | Del Rey Books                     | A    | serie Clone Wars Gambit                  | 21 BBY             |
| Fate of the Jedi: Backlash                                                                  | 2010 | Aaron Allston                              | Del Rey Books                     | A    | serie Fate of the Jedi                   | 43 ABY             |
| Rebel Force: Uprising                                                                       | 2010 | Alex Wheeler                               | Scholastic                        | R    | serie Rebel Force                        | 0 ABY              |
| Fate of the Jedi: Allies                                                                    | 2010 | Christie Golden                            | Del Rey Books                     | A    | serie Fate of the Jedi                   | 44 ABY             |
| Clone Wars Gambit: Siege                                                                    | 2010 | Karen Miller                               | Del Rey Books                     | A    | serie Clone Wars Gambit                  | 21 BBY             |
| The Old Republic: Alleanza fatale (The Old Republic: Fatal Alliance)                        | 2010 | Sean Williams                              | Del Rey Books                     | A    | serie The Old Republic                   | 3.643 BBY          |
| Il potere della Forza II (The Force Unleashed II)                                           | 2010 | Sean Williams                              | Del Rey Books                     | A    |                                          | 3-1 BBY            |
| Fate of the Jedi: Vortex                                                                    | 2010 | Troy Denning                               | Del Rey Books                     | A    | serie Fate of the Jedi                   | 44 ABY             |
| Red Harvest                                                                                 | 2010 | Joe Schreiber                              | Del Rey Books                     | A    |                                          | 3.645 BBY          |
| Knight Errant                                                                               | 2011 | John Jackson Miller                        | Del Rey Books                     | A    |                                          | 1.032 BBY          |
| The Old Republic: Inganno (The Old Republic: Deceived)                                      | 2011 | Paul S. Kemp                               | Del Rey Books                     | A    | serie The Old Republic                   | 3.653 BBY          |
| Fate of the Jedi: Conviction                                                                | 2011 | Aaron Allston                              | Del Rey Books                     | A    | serie Fate of the Jedi                   | 44 ABY             |
| Choices of One                                                                              | 2011 | Timothy Zahn                               | Del Rey Books                     | A    |                                          | 0 ABY              |
| Fate of the Jedi: Ascension                                                                 | 2011 | Christie Golden                            | Del Rey Books                     | A    | serie Fate of the Jedi                   | 44 ABY             |
| Riptide                                                                                     | 2011 | Paul S. Kemp                               | Del Rey Books                     | A    |                                          | 41 ABY             |
| The Old Republic: Revan (The Old Republic: Revan)                                           | 2011 | Drew Karpyshyn                             | Del Rey Books                     | A    | serie The Old Republic                   | 3.954-3.900 BBY    |
| Shadow Games                                                                                | 2011 | Michael Reaves e Maya Kaathryn Bohnhoff    | Del Rey Books                     | A    |                                          | 0 BBY              |
| The Wrath of Darth Maul                                                                     | 2012 | Ryder Windham                              | Scholastic                        | R    |                                          | 51-21 BBY          |
| Darth Plagueis                                                                              | 2012 | James Luceno                               | Del Rey Books                     | A    |                                          | 67-32 BBY          |
| Fate of the Jedi: Apocalypse                                                                | 2012 | Troy Denning                               | Del Rey Books                     | A    | serie Fate of the Jedi                   | 44 ABY             |
| Scourge                                                                                     | 2012 | Jeff Grubb                                 | Del Rey Books                     | A    |                                          | 19 ABY             |
| Lost Tribe of the Sith: The Collected Stories                                               | 2012 | John Jackson Miller                        | Del Rey Books                     | C, N |                                          | 5.000-2.975 BBY    |
| X-Wing: Mercy Kill                                                                          | 2012 | Aaron Allston                              | Del Rey Books                     | A    | serie X-wing                             | 44 ABY             |
| The Old Republic: Sterminio (The Old Republic: Annihilation)                                | 2012 | Drew Karpyshyn                             | Del Rey Books                     | A    | serie The Old Republic                   | 3.640 BBY          |
| Contrabbandieri (Scoundrels)                                                                | 2013 | Timothy Zahn                               | Del Rey Books                     | A    |                                          | 0 ABY              |
| The Last Jedi                                                                               | 2013 | Michael Reaves e Maya Kaathryn Bohnhoff    | Del Rey Books                     | A    |                                          | 18-17 BBY          |
| Dawn of the Jedi: Into the Void                                                             | 2013 | Tim Lebbon                                 | Del Rey Books                     | A    |                                          | 25.793 BBY         |
| Crucible                                                                                    | 2013 | Troy Denning                               | Del Rey Books                     | A    |                                          | 45 ABY             |
| Kenobi                                                                                      | 2013 | John Jackson Miller                        | Del Rey Books                     | A    |                                          | 19 BBY             |
| Sul filo del rasoio (Empire and Rebellion: Razor's Edge)                                    | 2013 | Martha Wells                               | Del Rey Books                     | A    | duologia Empire and Rebellion            | 2 ABY              |
| Maul: Lockdown                                                                              | 2014 | Joe Schreiber                              | Del Rey Books                     | A    |                                          | 33 BBY             |
| Codice d'onore (Honor Among Thieves)                                                        | 2014 | James S. A. Corey                          | Del Rey Books                     | A    | duologia Empire and Rebellion            | 2-3 ABY            |

## Guide
- Guida completa a Star Wars - Da Guerre stellari a La minaccia fantasma, 1999, di M. Benvegnù, Elle U Multimedia
- Guida completa all'universo di Star Wars, 2002, di Bill Slavicsek, Fabbri (Enciclopedia ufficiale aggiornata all'Episodio I)
- Star Wars - Guida pop-up alla Galassia, 2007, di Matthew Reinhart, Fabbri
- Star Wars - Il cammino Jedi, 2013, di Daniel Wallace, De Agostini
- Star Wars - Il codice Sith, 2013, di Daniel Wallace, De Agostini
- Guerre stellari - Un libro animato, 1978, di Ib Penick e Wayne Douglas Barlowe, Sperling & Kupfer
- Il fotolibro di Guerre stellari, 1978, Sperling & Kupfer
- Fotolibro - Guerre stellari: L'Impero colpisce ancora, 1980, Sperling & Kupfer
- Fotolibro - Guerre stellari: Il ritorno dello Jedi, 1983, Sperling & Kupfer
- La minaccia fantasma - Guida al film, 1999, di Laurent Bouzereau e Jody Duncan, Fabbri
- Star Wars Episodio I: La minaccia fantasma - Fotolibro del film, 1999, di Jonathan Bresman, Fabbri
- Star Wars Episodio I: La minaccia fantasma - Guida ai personaggi, 1999, di David West Reynolds, Fabbri
- Star Wars Episodio I: La minaccia fantasma - Dentro le astronavi, 1999, di David West Reynolds, Fabbri
- Dentro i mondi di Star Wars Episodio I - Guida completa a tutti i luoghi de La minaccia fantasma, 2000, di Kristin Lund Meyer, Fabbri
- Star Wars Episodio II: L'attacco dei cloni - Guida al film, 2002, di Ryder Windham, Fabbri
- Star Wars Episodio II: L'attacco dei cloni - Fotolibro del film, 2002, di Jane Mason e Sarah Hines-Stephens, Fabbri
- Star Wars Episodio II: L'attacco dei cloni - Guida ai personaggi, 2002, di David West Reynolds, Fabbri
- Star Wars Episodio II: L'attacco dei cloni - Dentro le astronavi, 2002, di Curtis Saxton, Fabbri
- Star Wars Episodio III: La vendetta dei Sith - Guida ai personaggi, 2005, di James Luceno, Fabbri
- Star Wars Episodio III: La vendetta dei Sith - Dentro le astronavi, 2005, di Curtis Saxton, Fabbri
- Star Wars - La guida ai personaggi dalla A alla Z, 2014, trad. F. Menichella, Lucas (Milano)
- Tutte le Guerre Stellari - La metafisica della Forza nella saga di Star Wars, 2020, di Filippo Rossi, Runa Editrice

## Altri libri
Storie non canoniche che non fanno parte dell'Universo espanso.
| Titolo                 | Anno | Autore            | Editore       | Annotazioni                                                            | Audiolibro |
| ---------------------- | ---- | ----------------- | ------------- | ---------------------------------------------------------------------- | ---------- |
| Ronin: A Visions Novel | 2021 | Emma Mieko Candon | Del Rey Books | Si basa sull'episodio Il duello della serie animata Star Wars: Visions | Si         |